# Зворник (громада)
Зворник (серб. Општина Зворник) — боснійська громада, розташована в регіоні Бієліна Республіки Сербської. Адміністративним центром є місто Зворник.